# Kiéte
Kiéte (szlovákul Kyjatice) község Szlovákiában, a Besztercebányai kerület Rimaszombati járásában.

## Fekvése
Rimaszombattól 22 km-re, északra fekszik. Délnyugatról Babarét, nyugatról Rimabrézó, északról Nyustya, keletről Balogrussó, délről pedig Kőhegy községekkel határos.
Kiétén keresztülhalad a Karaszkót Rimabrézóval összekötő mellékút, mely a falu egyetlen közúti összeköttetése.
Kiéte területe nem változott a 20. század folyamán (6,15 km²).

## Története
A régészeti leletek tanúsága szerint a község területén már a kőkorszakban is éltek emberek. Az 1941-ben végzett ásatások során 52 urnás temetkezést tártak fel. 1974-ben és 1985-ben újabb 192 urnás bronzkori temetkezést találtak az i. e. 1100 és 700 közötti időszakból. Az urnák mellett többek között szekercék, tőrök, kardok, kopják, karperecek, karkötők, függők és ezernyi érdekes és míves szépségű tárgy maradványai kerültek elő. A megtalált leletek alapján a település az itteni kultúra, a kiétei kultúra névadója lett. Ugyanezen időszakból a pilinyi kultúra emberének bronz használati tárgyai is előkerültek.
A települést 1413-ban „Kyethe" alakban említik először, de már a 13. században is létezett, sőt ekkor a mai templom is megvolt már. A Derencsényi család birtoka volt, akik 1427-ben 14 portát bírtak a településen. A 16.-17. században a Lórántffy és a Rákóczi-család birtoka, a 18. századtól a murányi uradalom és néhány helyi nemes birtokában találjuk. 1560 körül elpusztította a török. 1828-ban 27 házában 226 lakos élt, akik mezőgazdasággal, fatárgyak és faedények készítésével foglalkoztak.
Vályi András szerint: „KIETI. Kieticze. Tót falu Gömör Várm.  földes Urai G. Koháry, és több Uraságok, lakosai katolikusok, és evangelikusok, fekszik Hont Vármegyének szélénél, határja középszerű."
Fényes Elek geográfiai szótárában: „Kiete, (Kigaticze), Gömör vm. tót falu, Ratkóhoz 2 órányira: 14 kath., 212 evang. lak., evang. szentegyházzal. Faedények készitése; gabona-kereskedés. F. u. hg. Koburg. Ut. p. Rimaszombat." Archiválva 2007. szeptember 27-i dátummal a Wayback Machine-ben
Gömör-Kishont vármegye monográfiája szerint: „Kiette, a Balogvölgy fölötti fensíkon fekvő tót kisközség, 39 házzal és 172 ág. ev. h. vallású lakossal. A Derencsényi család egyik ősi birtoka volt, mely már 1413-ban szerepel Kyethe alakban. Elejétől fogva osztozott a Derencsényiek birtokainak sorsában, mígnem végre a Coburg herczegi család birtokába került. Neve az idők folyamán a fentebbin kívül három változatban merül fel, ú. m. Kietj, Kieticze és Kigatice. A lakosok nagy része szekrény- és szuszék-készítéssel foglalkozik. A XVI. században sokat szenvedett a törököktől, a kik a falut 1543-ban majdnem teljesen elpusztították. Ág. h. ev. temploma a XV. században épült. A község közelében állott hajdan Laczháza is, mely 1413-ban szintén Derencsényi-birtok. Ide tartozik Kadlub puszta. A község postája Rimabánya, távírója Nyustya, vasúti állomása Rimabánya vagy Rimabrézó."
A trianoni békeszerződésig Gömör-Kishont vármegye Rimaszombati járásához tartozott.

## Népessége
| Év:            | 1994. | 2004.    | 2014.   | 2024.   |
| -------------- | ----- | -------- | ------- | ------- |
| Emberek száma: | 101   | 82       | 76      | 71      |
| Eltérés:       |       | -18,81 % | -7,31 % | -6,57 % |

| Év:            | 2023. | 2024.   |
| -------------- | ----- | ------- |
| Emberek száma: | 68    | 71      |
| Eltérés:       |       | +4,41 % |

1880-ban 151 lakosából 3 magyar és 140 szlovák anyanyelvű volt, ebből 140 evangélikus, 7 római katolikus és 4 izraelita vallású volt.
1890-ben 144 lakosából 5 magyar és 132 szlovák anyanyelvű volt.
1900-ban 172 lakosából 4 magyar és 168 szlovák anyanyelvű volt.
1910-ben 130 lakosából 6 magyar és 124 szlovák anyanyelvű volt.
1921-ben 132 lakosából 7 magyar és 125 csehszlovák volt.
1930-ban 229 lakosából 228 csehszlovák volt.
1991-ben 103 lakosából 100 szlovák volt.
2001-ben 101 lakosából 94 szlovák volt.
2011-ben 90 lakosából 76 szlovák.

## Nevezetességei
- Temploma a 13. században épült gótikus stílusban, a 16. századtól evangélikus. Falfestményei a 14. század 70-es éveiből valók. Később hajóját reneszánsz mennyezettel látták el.
- A falutól 400 m-re északra az archeológiai lelőhely emlékműve látható.

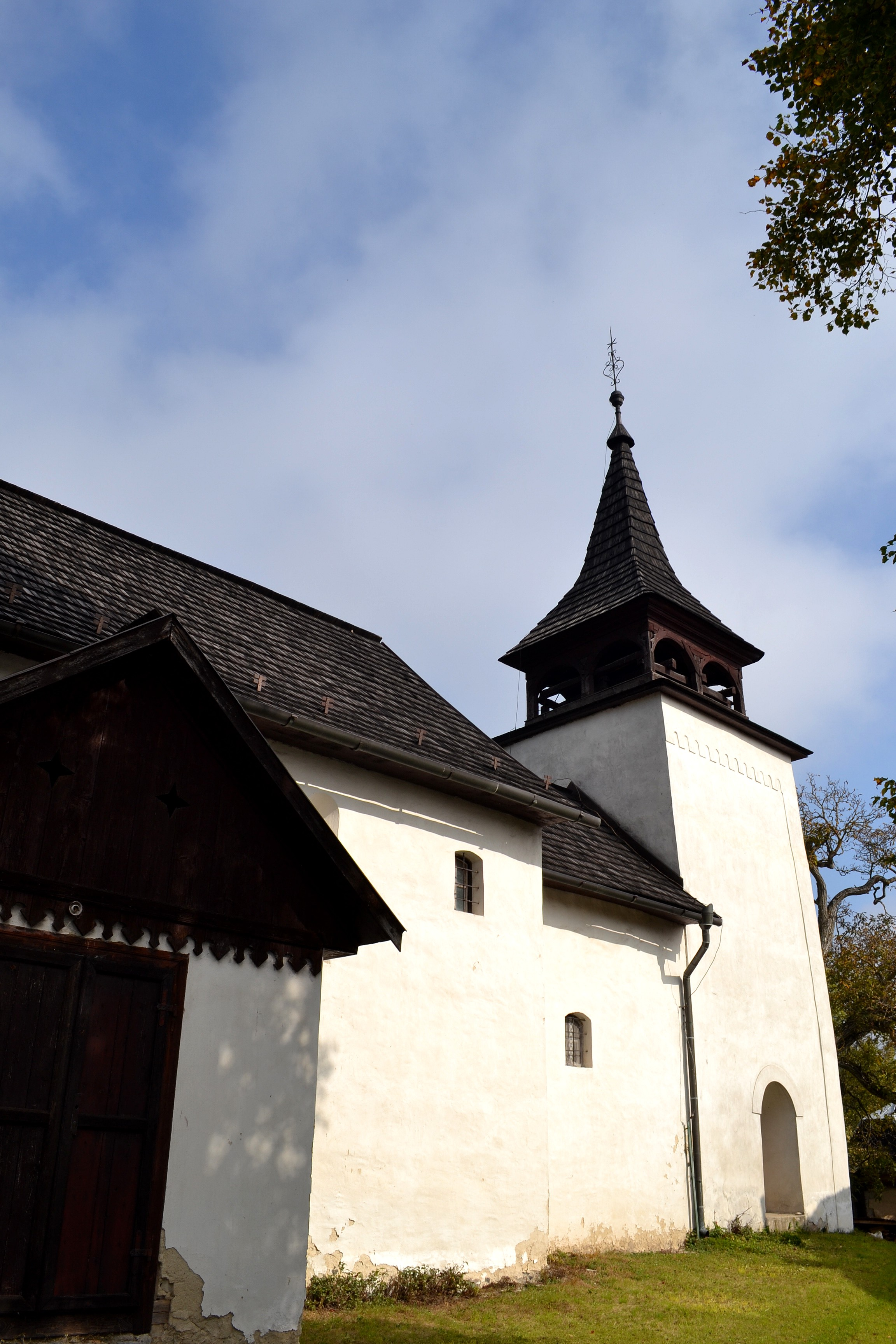
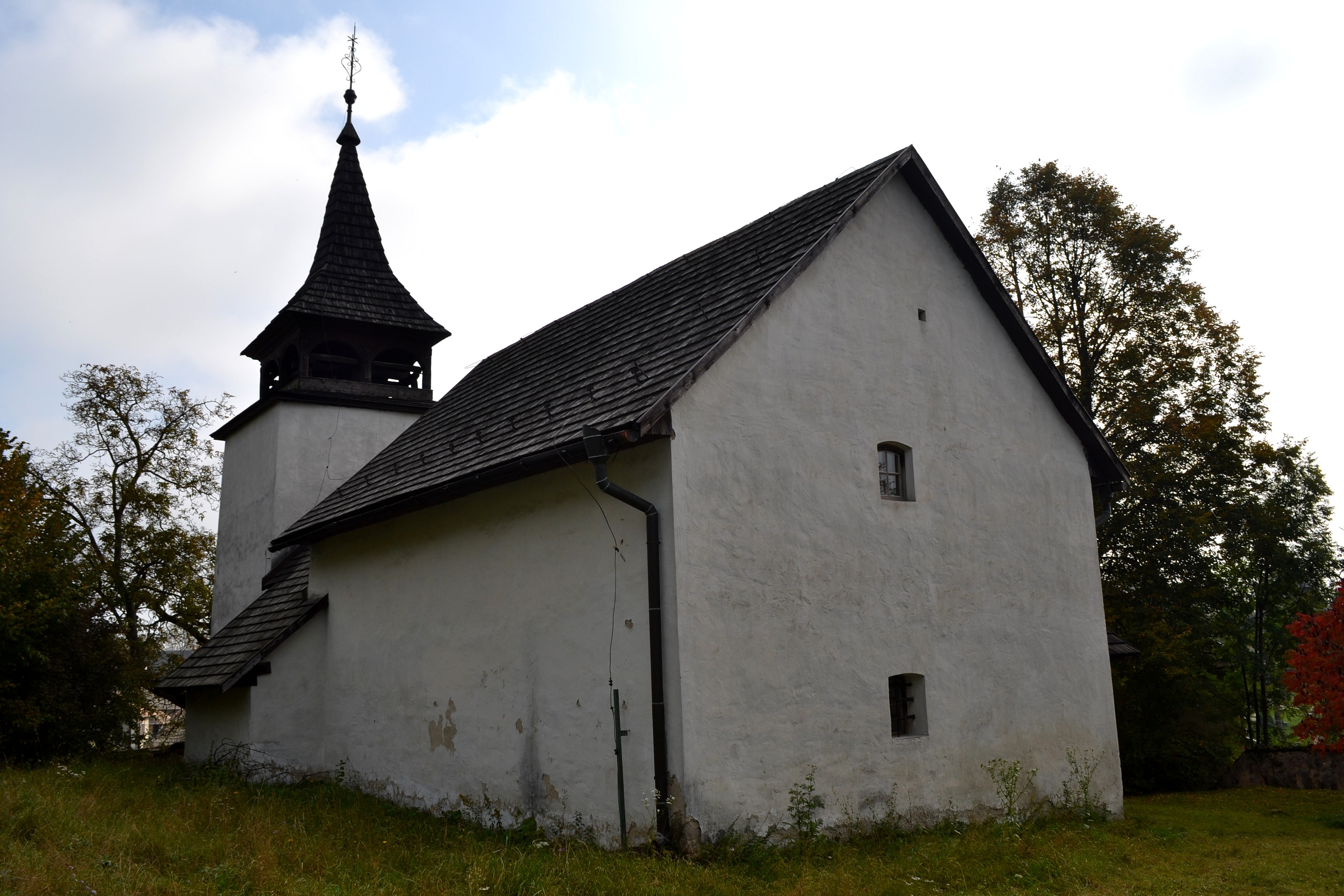
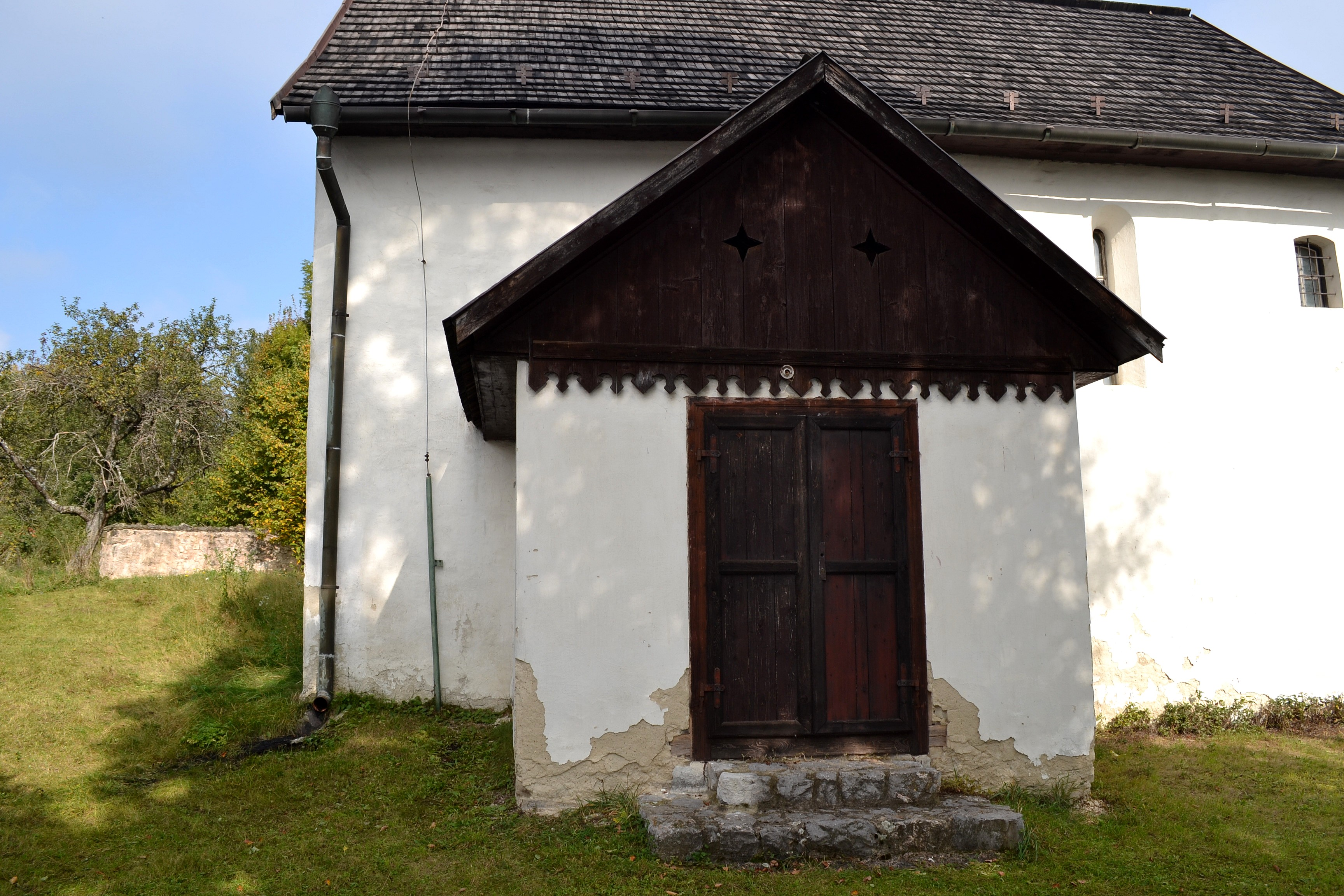
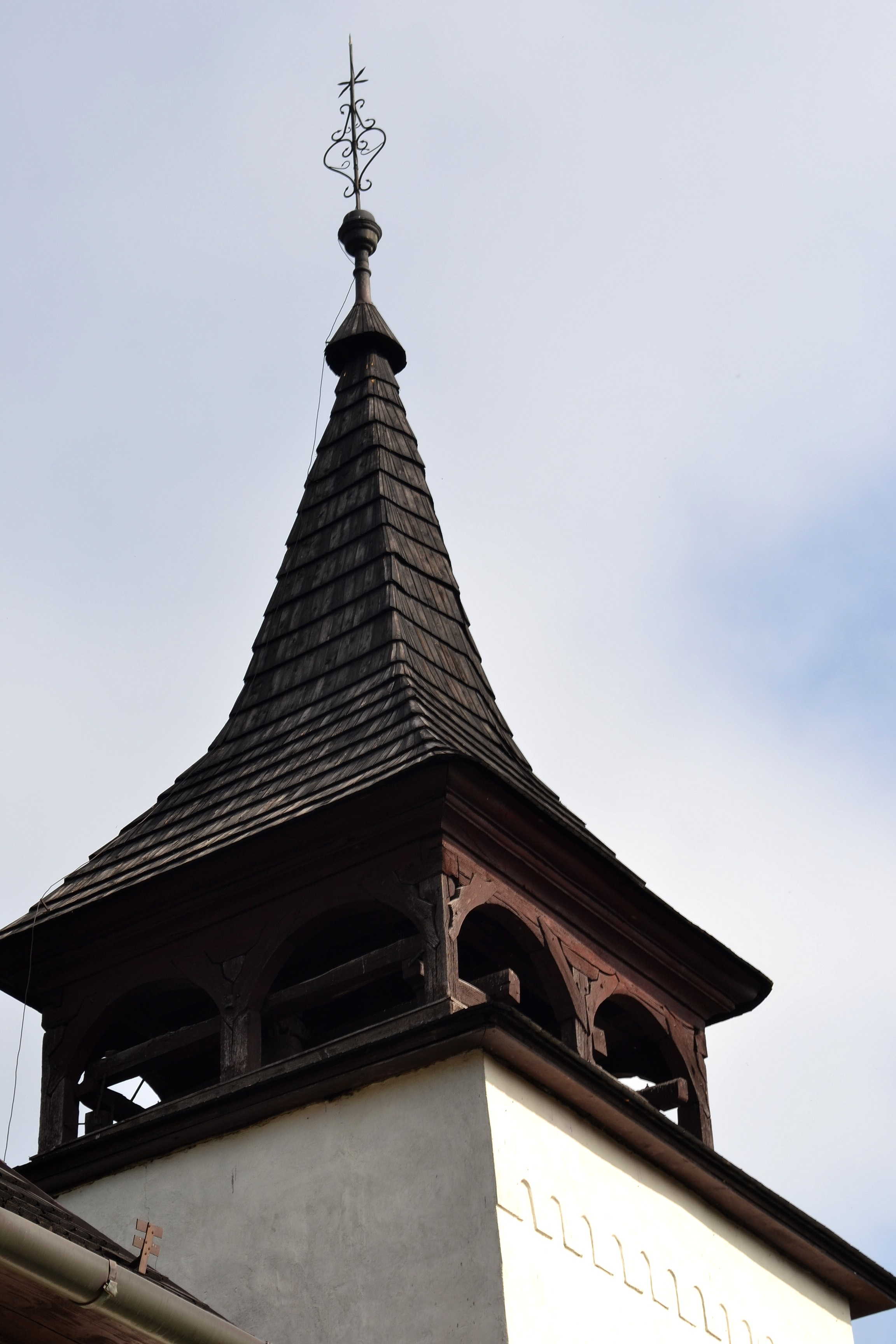
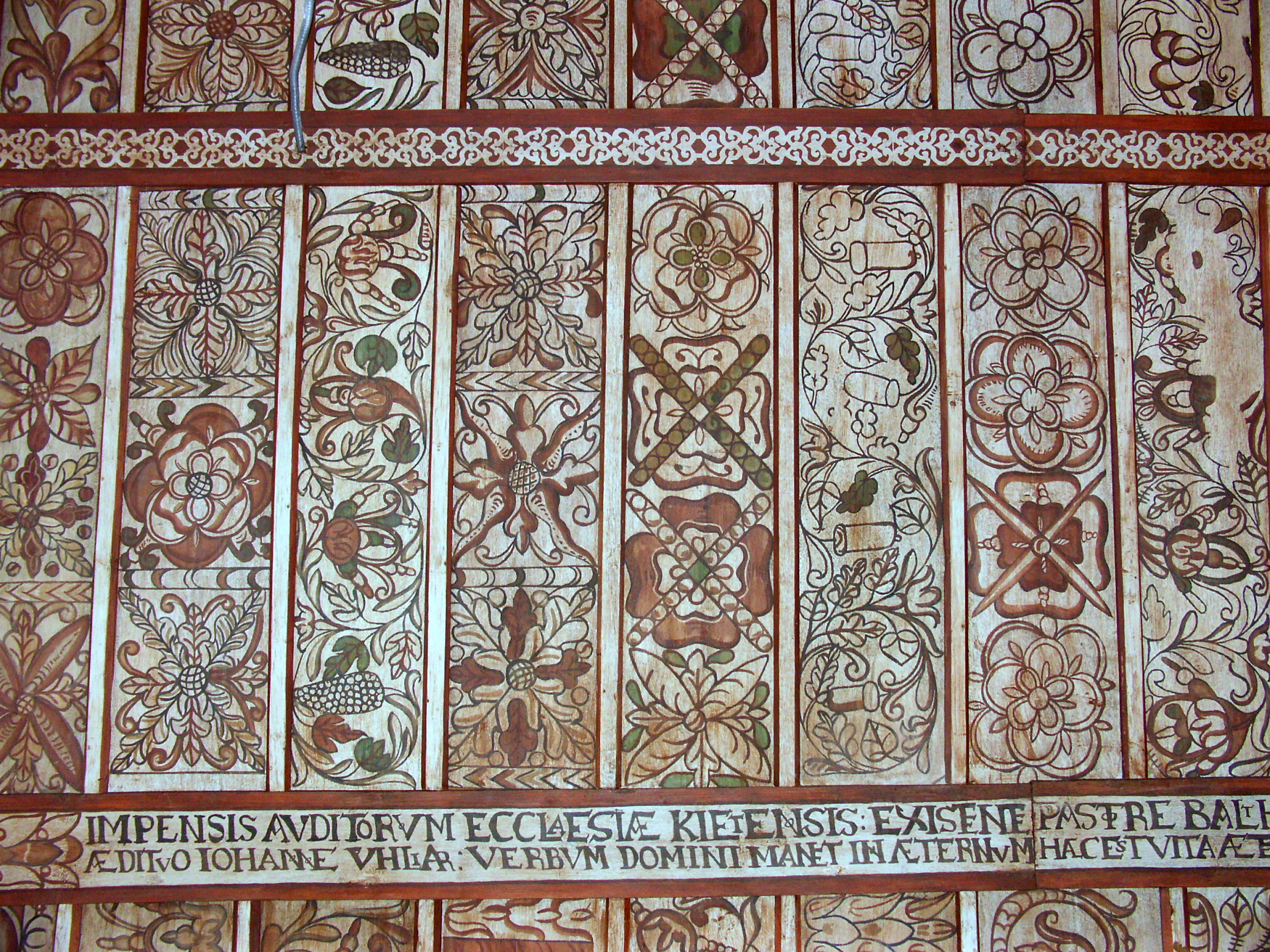
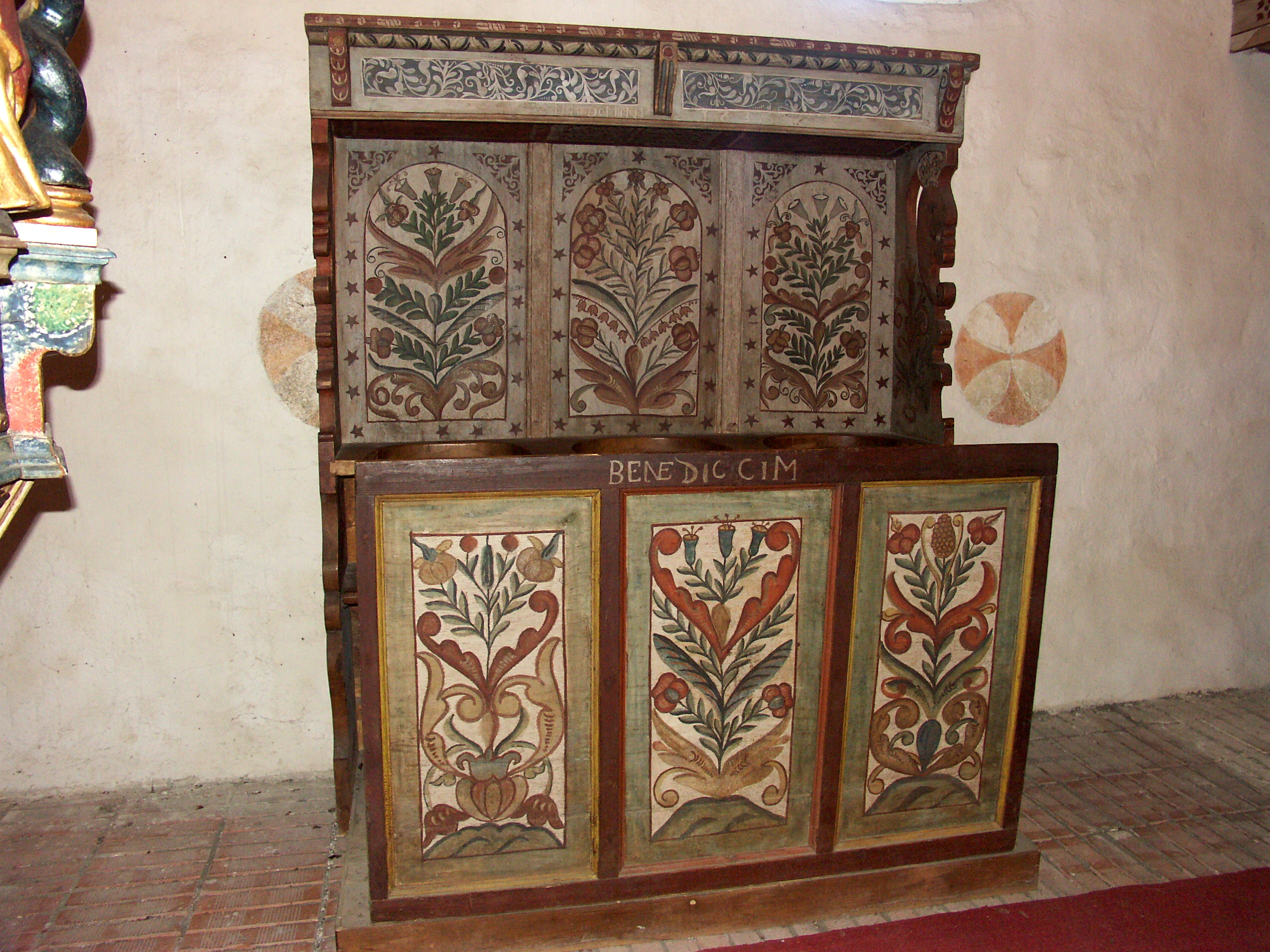
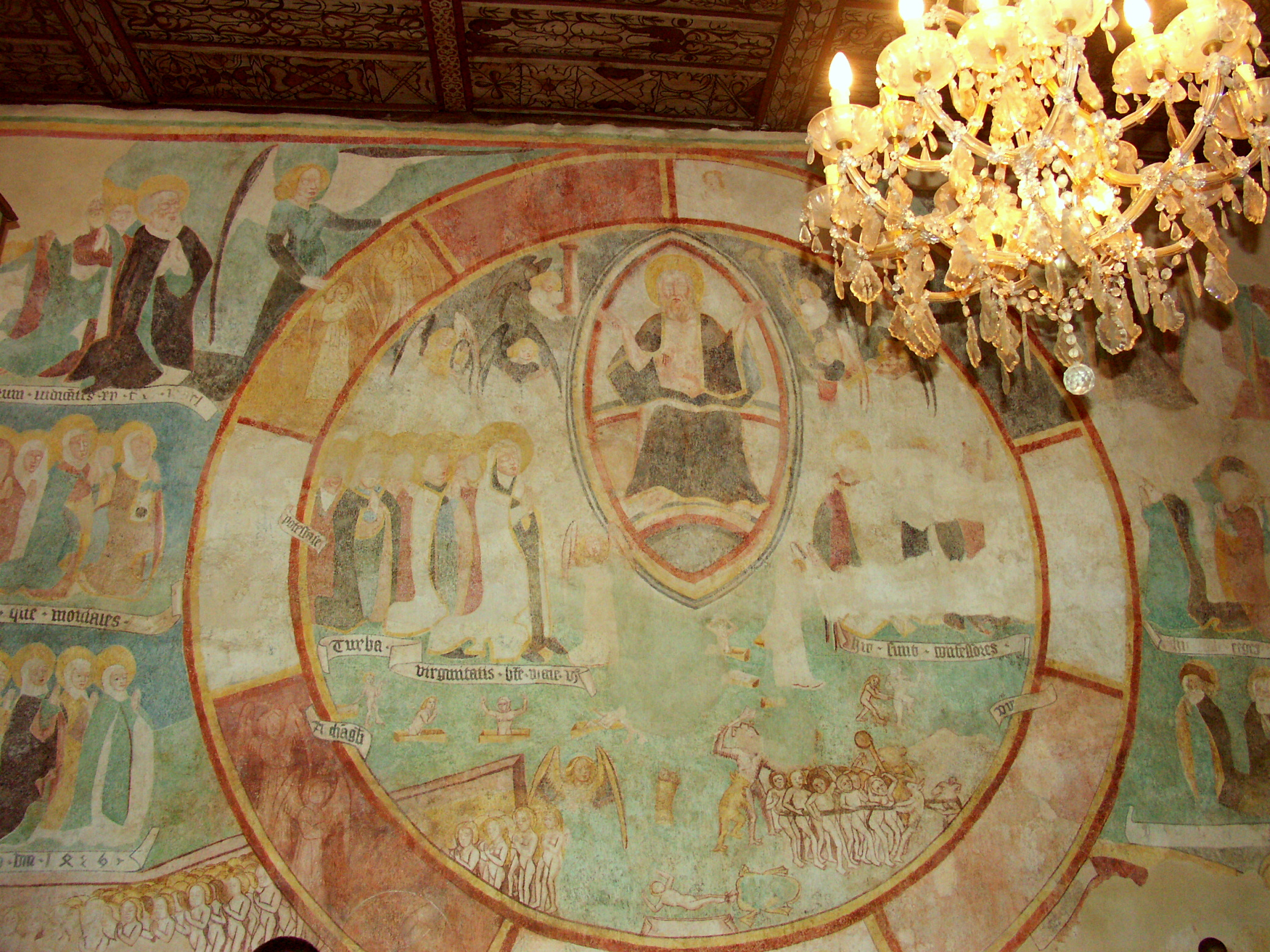
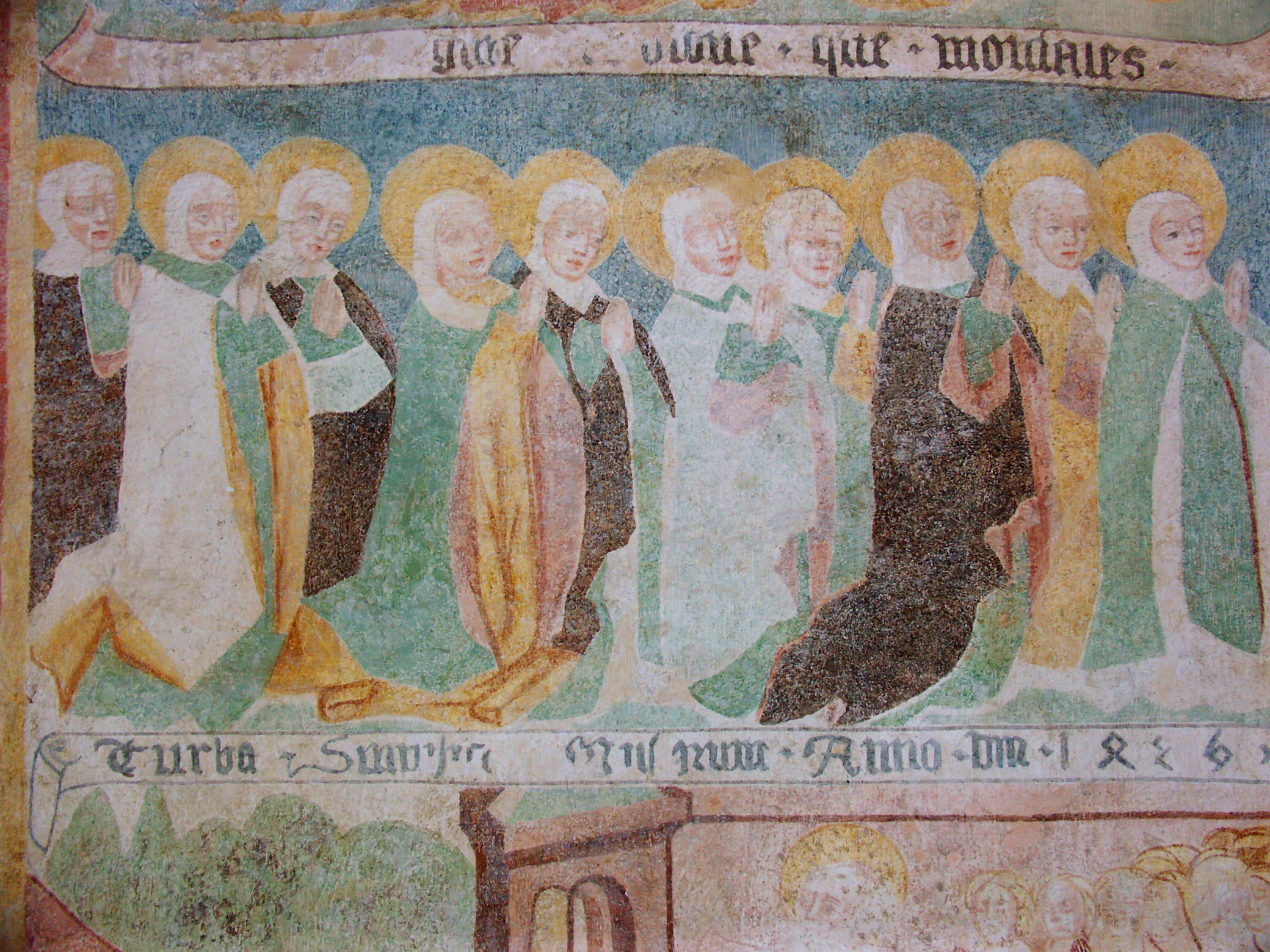
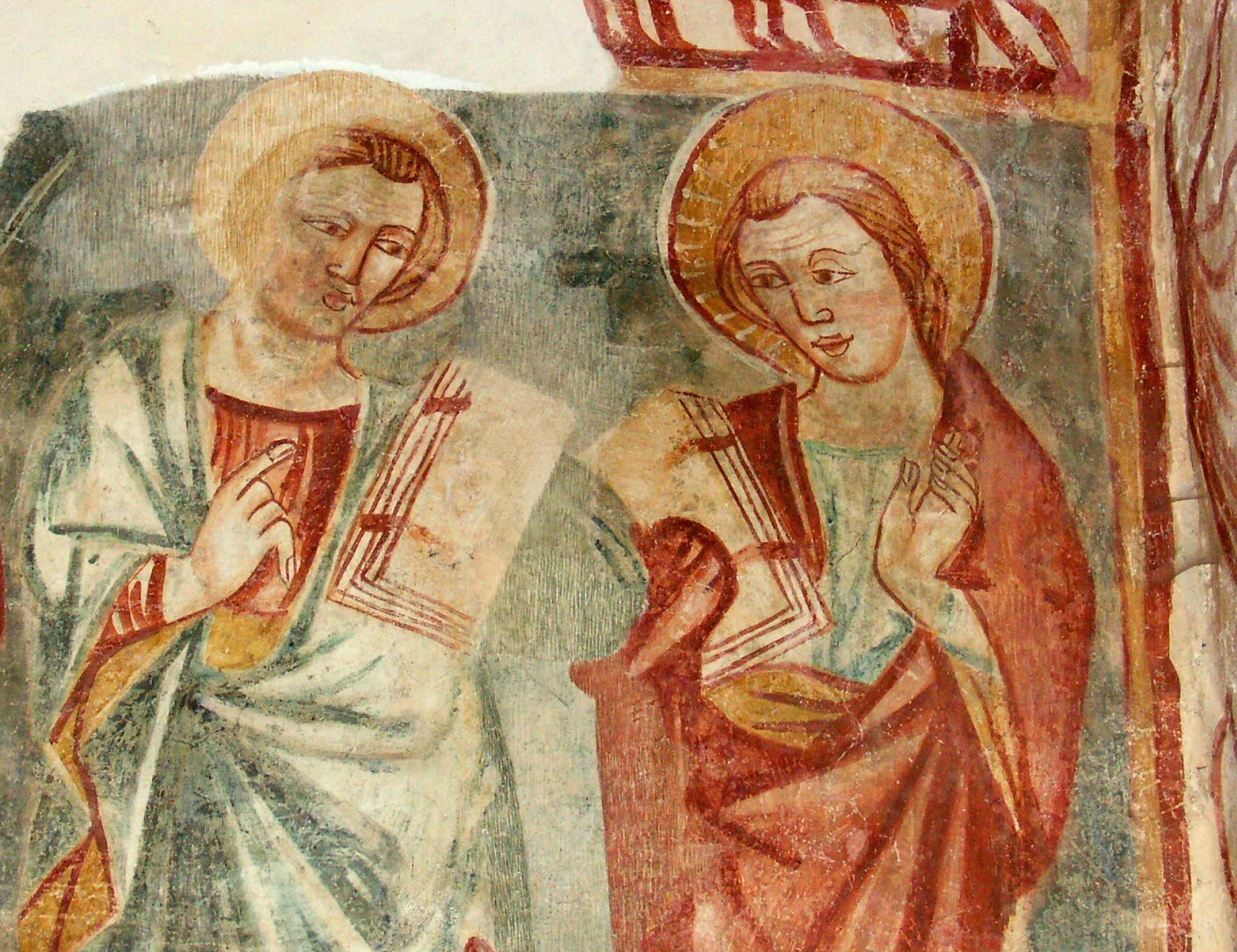
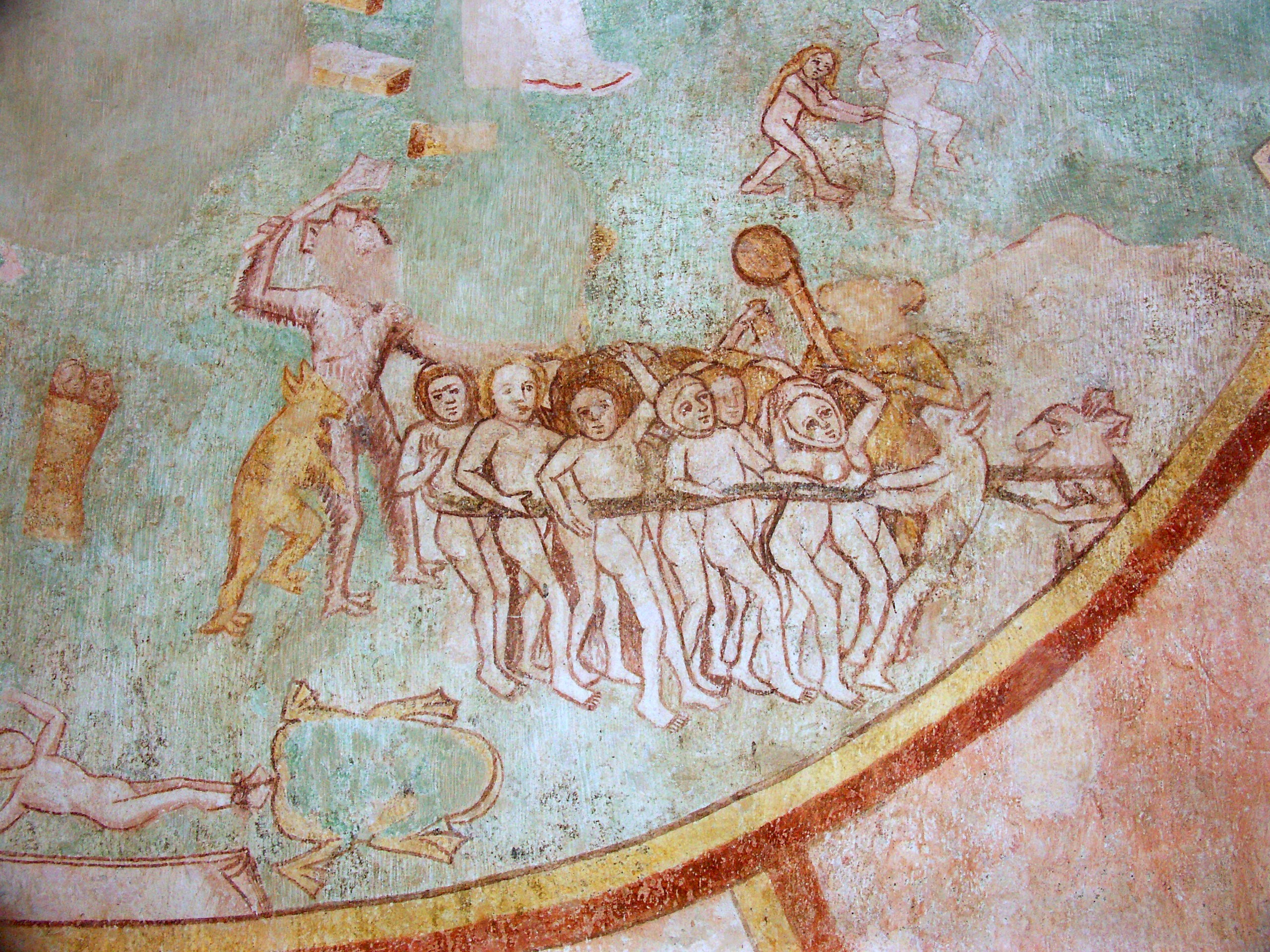